# Variulus mindanaonus
Variulus mindanaonus är en mångfotingart som beskrevs av Wang 1951. Variulus mindanaonus ingår i släktet Variulus och familjen Trigoniulidae. Inga underarter finns listade i Catalogue of Life.